# Sypanie ryżem na szczęście
Sypanie ryżem na szczęście – tradycja po ceremonii ślubnej, kiedy zaproszeni goście obsypują Parę Młodą ziarnami ryżu.
W zależności od regionu, do obsypywania Pary Młodej stosowane są także pieniądze lub zboże. Tradycja ta wywodzi się ze średniowiecza, kiedy podczas ceremonii ślubnych rzucano monety zebranemu z tej okazji tłumowi, co miało zapewnić Parze Młodej obfitość dóbr i płodność.